# Хазри Бузовна
«Хазри Бузовна» (азерб. Xəzri Buzovna Futbol Klubu) — бывший азербайджанский футбольный клуб из Баку.

## История
Команда была основана в 1992 году под названием «Хазри». В 1993 году была переименована в «Хазри Эльтадж». В 1994 году получила название «Хазри Бузовна» (Баку). В 1998 году из-за финансовых проблем прекратила своё существование.
Четырежды участвовала в Высшей лиге Азербайджана, завоевав при этом серебряные и бронзовые медали. Также была финалистом Кубка Азербайджана. Игры проводила на 5000-ном стадионе «Гянджлик», находящемся в посёлке Бузовна города Баку.

## Достижения
- Серебряный призёр чемпионата Азербайджана (1995/96).
- Бронзовый призёр чемпионата Азербайджана (1996/97).
- Финалист Кубка Азербайджана (1996/97).

## Чемпионат Азербайджана
1993/94 — Премьер-лига — 12-е место.
1994/95 — Премьер-лига — 7-е место.
1995/96 — Премьер-лига — 2-е место.
1996/97 — Премьер-лига — 3-е место.
1997/98 — Премьер-лига — 15-е место.

## Кубок Азербайджана
1993/94 — 1/16 финала.
1994/95 — 1/2 финала.
1995/96 — 1/2 финала.
1996/97 — Финал.

## Кубок УЕФА 1996—1997
Предварительный раунд
| Команда 1       | Итог | Команда 2            | 1-й матч | 2-й матч |
| --------------- | ---- | -------------------- | -------- | -------- |
| Хутник (Краков) | 11-2 | Хазри Бузовна (Баку) | 9-0      | 2-2      |